# Bagnoles-de-l’Orne
Bagnoles-de-l’Orne település Franciaországban, Orne megyében. Lakosainak száma 2388 fő (2018. január 1.). Bagnoles-de-l’Orne Couterne községgel határos.

## Népesség
A település népességének változása:
| Lakosok száma | 1371 | 1456 | 1441 | 1966 | 2172 | 2502 | 2359 | 2735 | 2368 | 2388 |
|               | 1962 | 1968 | 1975 | 1990 | 1999 | 2008 | 2013 | 2016 | 2017 | 2018 |